# Protokol „Levijatan”
Protokol "Levijatan" je redovna epizoda Marti Misterije premijerno objavljena u Srbiji u svesci br. 50. u izdanju Veselog četvrtka. Sveska je objavljena 18.07.2019. Koštala je 380 din (3,2 €; 3,6 $). Imala je 164 strane. Sama epizoda imala je 154 strane.

## Originalna epizoda
Originalna epizoda pod nazivom Protocolo Leviathan objavljena je premijerno u br. 328. regularne edicije Marti Misterije koja je u Italiji u izdanju Bonelija izašla 10.08.2013. Epizodu je nacrtao Đankarlo Alesandrini, a  scenario napisao Serđo Badino. Naslovnu stranu nacrtao Đankarlo Alesandrini. Koštala je 6,3 €.

## Kratak sadržaj
Marti dobija poziv od Hektora Premjuda, penzionisanog američkog marinca, da ga poseti u njegovom staračkom domu Wilow River u Konetikatu. Hektor priča Martiju o događajima iz 1944. god kada su Amerika i Japan ratovali na Pacifiku. Iako su Amerikanci pobedili, protokol „Levijatan“ krije tajnu o džinovskom oktopodu koji je potopio veliki američki nosač aviona. Vojska je tada verovala da ga kontrolišu Japanci, ali Premjud je sada uveren da se radi o čudovištu koje se ponov probudilo i seje smrt u tom delu sveta. Za vreme Martijeve posete, Premjud umire, ali uspeva da saopšti Martiju kako treba da potraži Hodajući Talas koji će mu reći više tome. 
Marti saznaje da se radi o osobi po imenu Tom Vokatonka, koja je ratovala sa Premjudom i živi u usamljenom pueblu blizu Albukerkija. Nakon što ga pronađe, Talas mu priča da ga je deda naučio da komunicira sa životinjama i da je 1944. godine uspeo da spreči vodenu neman da potopi još američkih brodova. Talas je uveren da se neman vratila i da je odgovorna za nekoliko morskih nesreća na Pacifiku koje su se nedavno desile na istom mestu na kome se odigrala bitka 1944. godine. Talas ne može da objasni svoje nadprirodne sopsobnosti, ali Marti iznosi teoriju po kojoj su one posledica mesta na kojima je Talas odrastao. Radi se o teritoriji na kojoj je živela izgubljena civilizacija Anasazija koji su organizovali takne obrede ispod zemlje.